# Trận Gò Công
Trận Gò Công là một trận đánh nhỏ trong chiến tranh Việt Nam diễn ra vào ngày 3 tháng 9 năm 1963 gần Gò Công, tỉnh Tiền Giang. Mặt trận Dân tộc Giải phóng miền Nam Việt Nam (phía Hoa Kỳ và Việt Nam Cộng hòa thường gọi là Việt Cộng) gọi đây là "một trận Ấp Bắc khác" nhắm vào quân đội Việt Nam Cộng hòa. Đối với lực lượng Việt Nam Cộng hòa, mục đích của cuộc hành quân là để tiêu diệt quân Giải phóng sau trận Ấp Bắc trước đó. Lực lượng VNCH đã bắt được 91 tù nhân là tân binh không vũ trang. Trận đánh này đã vực dậy tinh thần chiến đấu của QLVNCH sau trận Ấp Bắc bị thất bại trước đó. 